# Eumecosoma shropshirei
Eumecosoma shropshirei är en tvåvingeart som beskrevs av Charles Howard Curran 1930. Eumecosoma shropshirei ingår i släktet Eumecosoma och familjen rovflugor.
Artens utbredningsområde är Panama. Inga underarter finns listade i Catalogue of Life.